# Stjärnornas krig (film)
Stjärnornas krig (engelska: Star Wars), senare distribuerad under titeln Star Wars: Episod IV – Nytt hopp (engelska: Star Wars: Episode IV – A New Hope), är en amerikansk science fiction-film som hade biopremiär i USA den 25 maj 1977, med regi och manus av George Lucas. Den är den första filmen i Star Wars-sagan och den fjärde i seriens interna kronologi. Den anses banbrytande i sin användning av specialeffekter, okonventionell klippning och science fiction/fantasy-berättande. Originalfilmen är en av de mest framgångsrika och inflytelserika filmerna genom tiderna.
Filmen producerades med en budget på $11 miljoner och hade premiär den 25 maj 1977. Den tjänade in $460 miljoner i USA och $314 miljoner i resten av världen, överträffade Hajen som den nominellt mest inkomstbringande filmen och förblev så fram till att den överträffades av E.T. the Extra-Terrestrial år 1982. Med hänsyn till inflationen är filmen den andra mest inkomstbringande filmen i USA och Kanada och den tredje mest inkomstbringande filmen i världen år 2012. Filmen fick bland annat tio Oscars-nomineringar och vann sex. Kategorierna inkluderade bland annat Bästa manliga biroll för Alec Guinness och Bästa film. Filmen rankas oftast som en av de bästa filmerna genom tiderna. Lucas har gett ut filmen på nytt vid ett flertal tillfällen, ibland med en del betydande förändringar. De anmärkningsvärda versionerna är Specialutgåvan från 1997, DVD-utgåvan från 2004 och Blu-ray-utgåvan från 2011, som har ändrats med datorgenererade effekter, förändrad dialog och nya scener.
År 1989 valdes filmen ut för att bevaras i National Film Registry av USA:s kongressbibliotek då den anses vara ”kulturellt, historiskt eller estetiskt betydelsefull”.

## Handling
Inbördeskrig råder i galaxen. Rebellerna har stulit ritningarna till Rymdimperiets beväpnade rymdstation Dödsstjärnan. Prinsessan Leia är i besittning av ritningarna, men hennes rymdskepp bordas av imperietrupper under befäl av Darth Vader. Innan hon tillfångatas, gömmer Leia ritningarna och ett meddelande i minnet på roboten R2-D2. Tillsammans med kompanjonen C-3PO flyr R2-D2 till den närliggande ökenplaneten Tatooine.
De två robotarna blir tillfångatagna av jawor, som säljer dem till lantbrukarparet Owen och Beru Lars. När Owens brorson Luke Skywalker rengör R2-D2, utlöser han av misstag en del av Leias meddelande, där hon ber Obi-Wan Kenobi om hjälp. Den enda "Kenobi" Luke känner till är eremiten Ben Kenobi. Nästa morgon, efter att ha hittat R2-D2 som flytt för att leta efter Obi-Wan, träffar Luke på Ben, som visar sig vara just Obi-Wan. Han berättar för Luke om sina dagar som jediriddare. Jediriddarna använde sig av kraften och var galaxens fredsbevarande styrkor, innan de utplånades av Imperiet. Till skillnad från vad hans farbror påstått, får Luke reda på att hans far var en jediriddare innan han blev förrådd och dödad av Darth Vader, Obi-Wans forna elev som lät sig lockas av kraftens "mörka sida". Luke får sin fars lasersvärd, jediriddarnas vapen.
Obi-Wan tittar på Leias fullständiga meddelande, i vilket hon ber Obi-Wan att ta ritningarna till hennes hemplanet Alderaan för analys. Obi-Wan ber Luke att följa med och lära sig mer om kraften. Luke vägrar till en början, men ändrar sig när han upptäcker att Imperiets stormtrupper, i sökandet efter C-3PO och R2-D2, har förstört hans hem och dödat Owen och Beru. Obi-Wan och Luke anlitar smugglaren Han Solo och hans andrepilot, wookieen Chewbacca, för transport med deras rymdskepp Årtusendefalken.
När Falken anländer till Alderaan, har planeten blivit förintad på order av guvernör Tarkin för att demonstrera Dödsstjärnans vapenstyrka. Falken förs in stationens hangar av en dragstråle. Medan Obi-Wan ger sig iväg för att inaktivera strålen, upptäcker Luke att prinsessan Leia är ombord, och fritar henne med hjälp av Han och Chewbacca. Efter en rafflande flykt lyckas de ta sig tillbaka till Falken, men Obi-Wan offrar sitt liv i en lasersvärdsduell med Vader. Falken flyr från Dödsstjärnan, men Imperiet har placerat en spårningssändare ombord för att följa skeppet till rebellbasen.
Ritningarna till Dödsstjärnan analyseras av rebellerna, vilket avslöjar en sårbar avgasport som leder till stationens huvudreaktor. Luke ansluter sig till anfallsstyrkan, men Han erhåller sin belöning för räddningen och tänker ge sig av trots att Luke ber honom att stanna. Rebellerna lider stora förluster efter flera misslyckade attacker, vilket lämnar Luke som en av få överlevande piloter. En grupp av imperieskepp med Vader i spetsen ska precis förstöra Lukes skepp, då de attackeras av Han som anländer i sista stund, och Vaders skepp flyger okontrollerat ut i rymden. Vägledd av Obi-Wans röst, som uppmanar honom att använda kraften, förstör Luke Dödsstjärnan sekunder innan den ska skjuta mot rebellbasen. I en efterföljande ceremoni tilldelas Luke och Han medaljer av Leia.
Källor:

## Rollista (i urval)
| Mark Hamill          | – Luke Skywalker         |
| Harrison Ford        | – Han Solo               |
| Carrie Fisher        | – Prinsessan Leia        |
| Alec Guinness        | – Obi-Wan "Ben" Kenobi   |
| Peter Cushing        | – Guvernör Tarkin        |
| David Prowse         | – Darth Vader            |
| James Earl Jones     | – Darth Vader (röst)     |
| Anthony Daniels      | – C-3PO                  |
| Kenny Baker          | – R2-D2                  |
| Peter Mayhew         | – Chewbacca              |
| Phil Brown           | – Owen Lars              |
| Shelagh Fraser       | – Beru Lars              |
| Paul Blake           | – Greedo                 |
| Jack Purvis          | – Chief Jawa             |
| Eddie Byrne          | – General Vanden Willard |
| Denis Lawson         | – Wedge Antilles         |
| Garrick Hagon        | – Biggs Darklighter      |
| Angus MacInnes       | – Gold Leader            |
| Drewe Henley         | – Red Leader             |
| Richard LeParmentier | – Admiral Motti          |

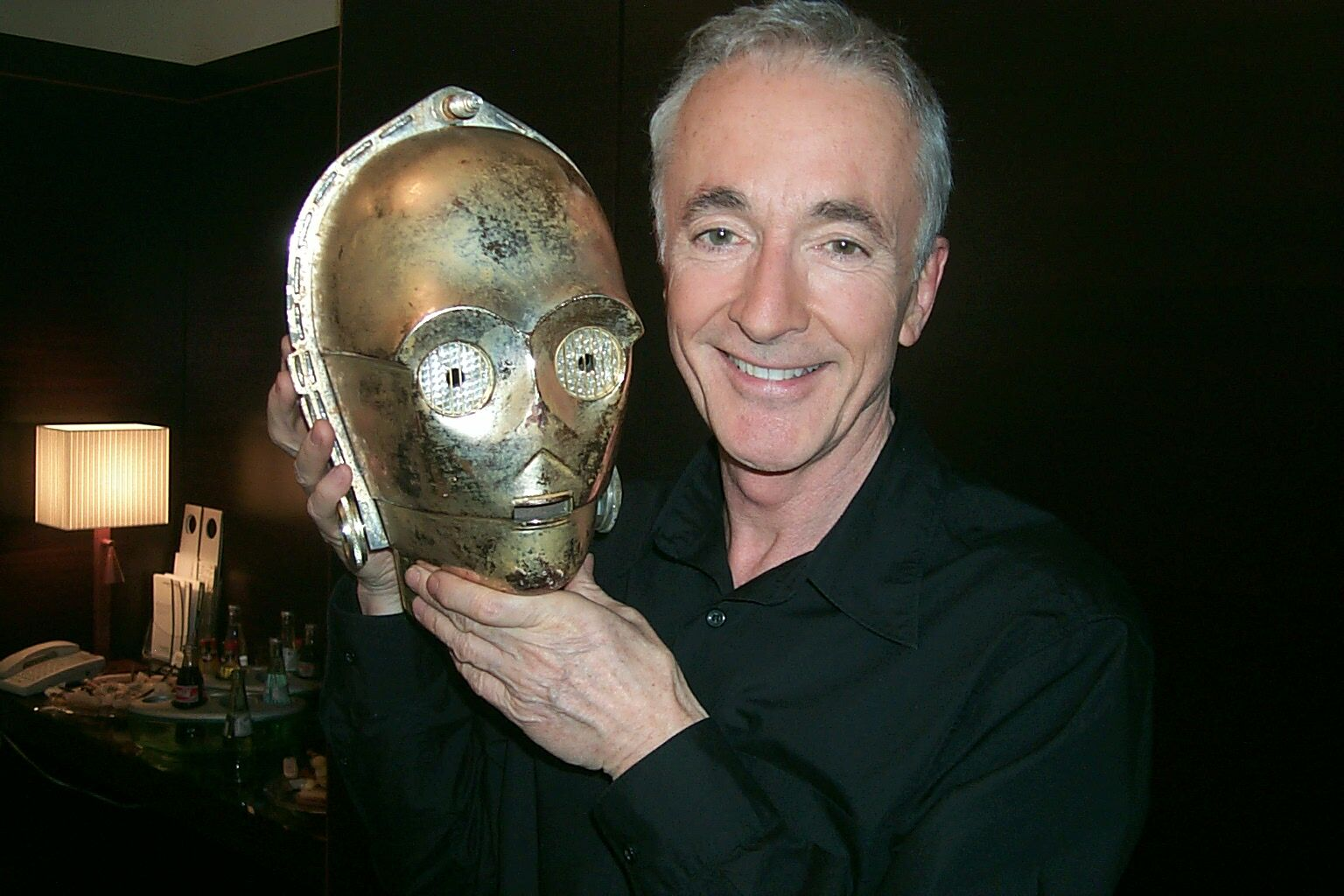
Skådespelaren Anthony Daniels blev övertygad att ta rollen som C-3PO efter att ha sett en konstruktionsritning av robotens ansikte.

Lucas delade en gemensam audition med sin gamle vän Brian De Palma, som även han sökte skådespelare till sin film Carrie. Som resultat av det provspelade Carrie Fisher och Sissy Spacek för båda filmerna i varandras respektive roller. Lucas gynnade unga skådespelare utan lång erfarenhet i sina provspelningar. Samtidigt som han läste för rollen som Luke Skywalker (då känd som "Luke Starkiller"), fann Hamill dialogen vara extremt udda på grund av dess universum-inbäddade begrepp. Han valde att helt enkelt läsa det uppriktigt och fick rollen i stället för William Katt, som senare fick en roll i Carrie.
Lucas förkastade inledningsvis idén att använda Harrison Ford, som han tidigare arbetat med i filmen Sista natten med gänget, och frågade honom om han i stället kunde bistå i provspelningarna genom att läsa repliker med andra skådespelare och förklara begrepp samt historia bakom de aktuella scener som de läste för. Lucas föll till slut för Fords skildring och anlitade honom före Kurt Russell, Nick Nolte, Sylvester Stallone, Christopher Walken, Billy Dee Williams (som kom att spela Lando Calrissian i uppföljarna), samt Perry King, som senare kom att spela Solo i radiodramer.
Flera unga skådespelerskor i Hollywood gick på audition för rollen som Prinsessan Leia, däribland Cindy Williams. Carrie Fisher fick rollen under förutsättning att hon gick ner 4,5 kilo i vikt. Medveten om att studion inte höll med hans vägran att anlita stora stjärnor, anlitade Lucas skådespelarveteranerna Alec Guinness som Obi-Wan Kenobi och Peter Cushing som Tarkin. Ytterligare provspelningar ägde rum i London, där Mayhew fick rollen som Chewbacca efter att han stod upp för att hälsa på Lucas. Lucas vände sig genast till Gary Kurtz och föreslog Mayhew för rollen. Daniels provspelade för och fick rollen som C-3PO. Han har sagt att han ville ha rollen efter att ha sett en teckning av McQuarrie föreställande C-3PO och slogs av sårbarheten i robotens ansikte.

## Historik

### Manus
Element ur historien om Stjärnornas Krig har vanligen ifrågasatts, eftersom Lucas uttalanden om ämnet har förändrats över tid. George Lucas slutförde arbetet med att regissera sin första långfilm THX 1138 år 1971. Han har sagt att det var vid denna tidpunkt som han för första gången kom på idén om Stjärnonas Krig, dock har han också hävdat att den uppstod längre tillbaka i tiden. Ett av de mest inflytelserika verk som fanns med i Lucas tidiga koncept var serietidningen och serien om rymdhjälten Blixt Gordon. Han försökte även, vid denna tidpunkt, att köpa filmrättigheterna till en nyinspelning av Blixt Gordon, men hade inte råd. Vännen och samarbetspartnern Walter Murch föreslog i en intervju att Stjärnornas Krig var Lucas' "förändrade version av Apocalypse Now", då med tanke på att Lucas en gång hade planerat att regissera den filmen.
Efter att ha slutfört produktionen av THX 1138, beviljades Lucas ett avtal om att ta fram två filmer åt United Artists vid filmfestivalen i Cannes i maj det året. I avtalet ingick Sista natten med gänget och en idé för en rymdopera vid namn The Star Wars. Han visade United Artists manuset för Sista natten med gänget, men de passade filmen. Universal Studios tog senare upp filmen, och Lucas spenderade de följande två åren med att slutföra den. Först då vände han sin uppmärksamhet till The Star Wars. Han började skriva på utkastet den 17 april 1973, osäker på vad som skulle komma av Sista natten med gänget, och var fortfarande mycket skuldsatt.
Lucas började sin skapandeprocess genom att göra korta anteckningar, uppfann udda namn och tilldelade dem möjliga karakteriseringar. Lucas skulle göra ett flertal av dessa när det slutliga manuset skrevs, men han inkluderade flera namn och platser i det färdiga manuset eller dess uppföljare (som till exempel Luke Skywalker och Han Solo). Han återupplivade några av dessa namn och platser senare när han skrev manus för prequeltrilogin (som till exempel Mace Windy, som fick namnet Windu). Han använde dessa första namn och idéer för att sammanställa en tvåsidig synopsis med titeln "The Journal of the Whills", som hade föga likhet med den slutliga berättelsen. Journal berättade historien om sonen till en berömd pilot som är utbildad som en "padawaan" lärling till en vördad "Jedi-Bendu". Frustrerad efter att ha få höra att hans berättelse var för svår att förstå, startade Lucas arbetet med en helt ny skiss, denna gång lånade han en hel del material från Akira Kurosawas Den vilda flykten, så mycket att han vid ett tillfälle övervägde att köpa rättigheterna till filmen. Han stödde sig på en synopsis från Donald Richies bok The Films of Akira Kurosawa och skrev ett utkast på 14 sidor som gjorde en parallell av Den vilda flykten, med namn och miljöer som påminner om science fiction-genren.
Både United Artists och Universal passade på sina optioner för filmen senare samma år, med hänvisning till att risken i projektet var en potentiellt hög budget. Lucas uppvaktade Alan Ladd, Jr., som var chef för 20th Century Fox och i juni 1973 slöts ett avtal där han skulle skriva och regissera filmen. Även om Ladd inte förstod den tekniska sidan av projektet, trodde han dock att Lucas hade talang. Lucas uppgav vid ett senare tillfälle att Ladd "investerat i mig, han investerade inte i filmen". Avtalet gav honom $150 000 till att skriva och regissera filmen.

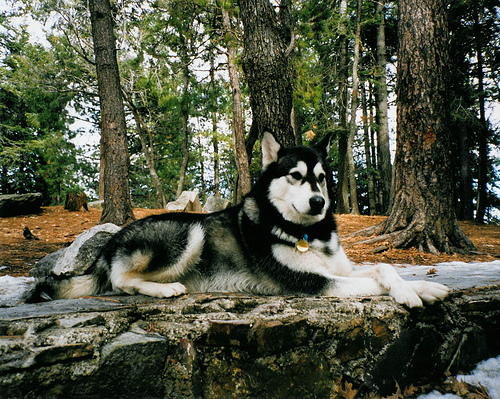
En hund av rasen Alaskan Malamute. George Lucas baserade Chewbacca på sin hund, Indiana, som råkade vara en Alaskan Malamute. Hundens namn kom senare att användas som inspiration till Indiana Jones.

Senare samma år började Lucas skriva på det fullständiga manuset på sin synopsis, som han slutförde i maj 1974. I detta manus återintroducerade han Jediorden, som hade varit frånvarande i hans föregående utkast, samt deras fiende Sitherna. Han ändrade på huvudpersonen, som hade varit en mogen general i utkastet, till en ung pojke och han gjorde generalen till en biroll som medlem av en familj av dvärgar. Lucas föreställde sig smugglaren från Corellia, Han Solo, som ett stort, grönhyat monster med gälar (detta skulle visa sig vara Greedo, som Han skulle skjuta i Mos Eisley Cantina när hans karaktär var med första gången). Han baserade Chewbacca på sin hund Indiana, som var av rasen Alaskan Malamute, (som han senare skulle använda som namne för hans nästa hjälte Indiana Jones), som oftast agerade som regissörens "co-pilot" genom att sitta på passagerarsätet i hans bil.
Flera av de slutgiltiga elementen i filmen började att ta form, dock var handlingen fortfarande långt borta från det slutgiltiga manuset. Den började dock att avvika från Den vilda flykten och ta sig an de allmänna berättelseelementen som kom att omfatta den slutliga filmen. Lucas började forska i science fiction-genren, både genom att titta på film och läsa böcker och serier. Hans första manus införlivade idéer från många nya källor. Manuset skulle också införa begreppet om en far, som är jedimästare och hans son, som tränas att bli en jedi under faderns jedivän, vilket i slutändan skulle ligga till grund för filmen och även resten av trilogin. Men i den här versionen är fadern en hjälte som fortfarande lever i början av filmen. Manuset markerade också första gången som Darth Vader dök upp i historien, men var annat än en skurk och han hade föga likhet med den färdiga rollfiguren.
Lucas blev distraherad av andra projekt, men han skulle återvända för att slutföra ett andra utkast av The Star Wars i januari 1975; men fortfarande fanns det vissa skillnader i rollfigurerna och relationerna. Exempelvis hade huvudpersonen Luke (Starkiller i detta utkast) flera bröder, liksom hans far som dyker upp i en mindre roll mot slutet av filmen. Manuset blev mer av ett sagoäventyr i motsats till det mer jordade actionäventyret i de tidigare utkasten. Den här versionen slutade med ännu en rullande text som gav en förhandsgranskning av nästa film i serien. Utkastet kom även för första gången att introducera konceptet med en jedi som vänder sig till den mörka sidan; en historisk jedi som blev den första att någonsin avfalla till den mörka sidan, och utbildade sedan sitherna att använda den. Lucas anlitade konstnären Ralph McQuarrie för att skapa målningar av vissa scener runt denna tid. När Lucas levererade sitt manus till studion, inkluderade han ett antal av McQuarries målningar.
Ett tredje utkast, daterat till den 1 augusti 1975, under titeln The Star Wars: From the Adventures of Luke Starkiller hade nu de flesta av elementen i den slutliga handlingen, med endast några skillnader i rollerna och miljöerna. Luke var återigen det enda barnet och hans far var, för första gången, död i manuset. Detta manus kom att skrivas om för det fjärde och sista utkastet, som är daterat den 1 januari 1976 under titeln The Adventures of Luke Starkiller som är tagen från Journal of the Whills. Saga I: Star Wars. Lucas arbetade med sina vänner Gloria Katz och Willard Huyck för att revidera det fjärde utkastet till det slutliga manuset till förproduktionen. 20th Century Fox godkände en budget på $8 250 000; eftersom Sista natten med gänget, som släpptes på bio 1973, fått positiva recensioner. De tillät Lucas att omförhandla sitt avtal med Alan Ladd, Jr. och begära att få rättigheterna till filmens eventuella uppföljare. För Lucas skyddade detta avtal Star Wars' oskrivna segment och det mesta av vinsten från merchandisingen. Lucas fortsatte att justera manuset under inspelningarna, däribland att lägga till Kenobis död efter att ha insett att han inte tjänade något syfte i slutet av filmen.
Lucas har ofta sagt att hela den ursprungliga trilogin i huvudsak var tänkt som en film. Men han har sagt att hans berättelsematerial för The Star Wars var för lång för en film, så han valde att dela upp berättelsen i flera filmer. Han uppgav också att historien utvecklats över tiden och att "There was never a script completed that had the entire story as it exists now [1983]... As the stories unfolded, I would take certain ideas and save them[...] I kept taking out all the good parts, and I just kept telling myself I would make other movies someday." Lucas andra utkast nämns ofta som manuset han hänvisar till i samband med denna fråga och i The Secret History of Star Wars, argumenterar Michael Kaminski att detta utkast är strukturellt mycket likt den slutliga filmen sett till handlingen, även om det enda elementet som sparats till uppföljarna var en jaktsekvens genom ett asteroidfält (flyttades till Rymdimperiet slår tillbaka) och ett slag i en skog som involverade Wookiees (flyttades till Jedins återkomst, med Ewoks istället för Wookiees).

### Produktion
År 1975 grundade Lucas specialeffektsföretaget Industrial Light and Magic (ILM) efter att ha upptäckt att 20th Century Foxs egna avdelning för visuella effekter hade upplösts. ILM började sitt arbete med Star Wars i en lagerlokal i Van Nuys, Kalifornien. De flesta av de visuella effekterna använde tekniken motion control photography, vilket skapar en illusion av storlek genom att använda små modeller och långsamt rörliga kameror. Modellrymdskepp konstruerades på grundval på ritningar av Joe Johnston, med input från Lucas och målningar av McQuarrie. Lucas valde att överge den traditionella slätheten av science fiction genom att skapa ett ”använt universum" där alla saker, fartyg och byggnader såg gamla och smutsiga ut.

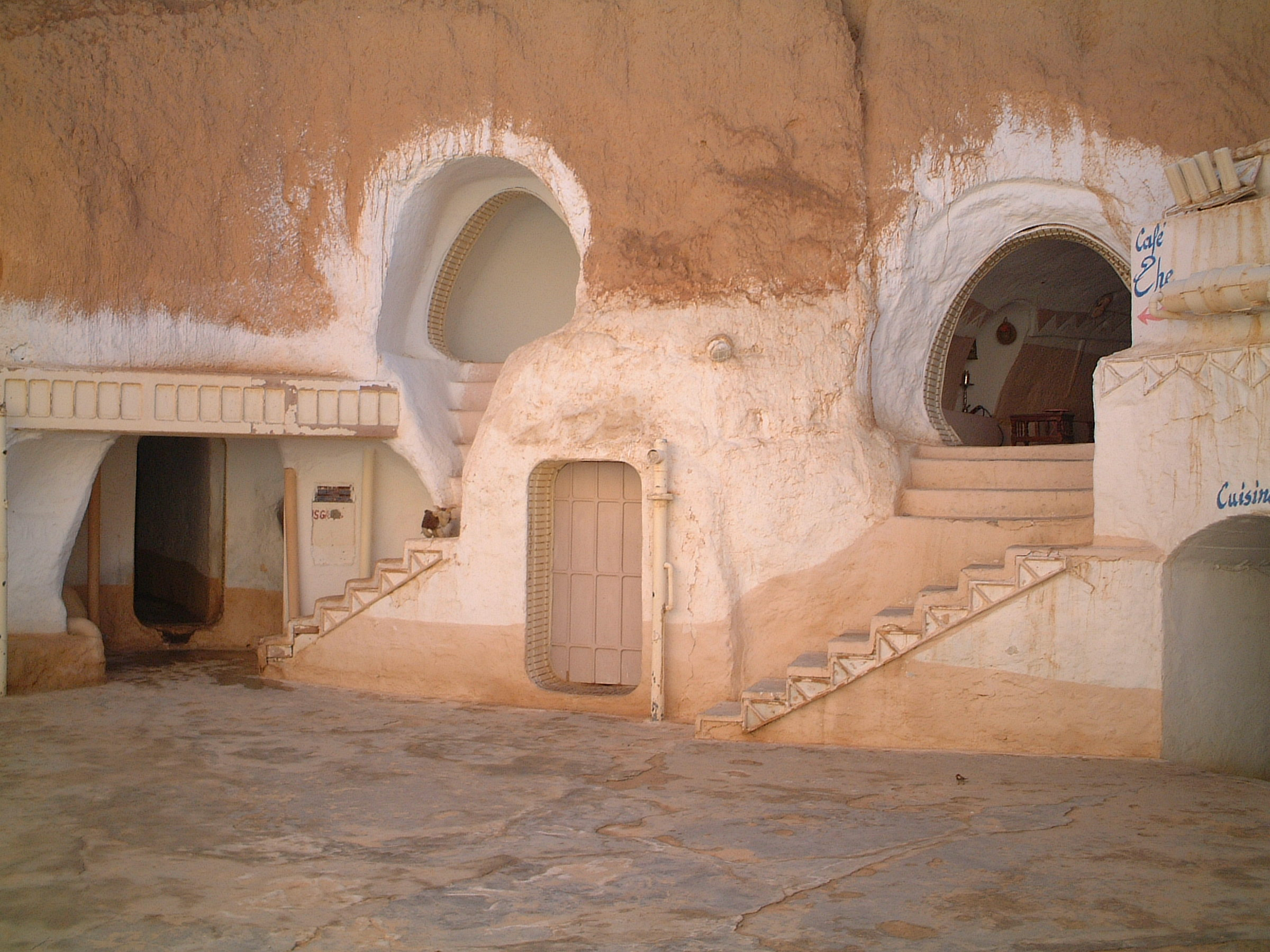
En traditionell underjordisk byggnad i Matmâta, Tunisien användes som en kuliss för Lukes hem på Tatooine.

Scenerna som föreställer Tatooine spelades in i Tataouine, Matmâta, Djerba och Sidi Bouhlel i Tunisien, samt vid utsiktspunkten Dante's View i Kalifornien i USA, medan rebellbasen på Yavin spelades in vid Tikal i Guatemala. Omtagningsscenerna spelades in i Death Valley i Kalifornien på grund av tidsbrist.
När inspelningarna började den 22 mars 1976 i den tunisiska öknen för scener på planeten Tatooine, ställdes projektet inför flera problem. Lucas blev försenad under den första inspelningsveckan på grund av en sällsynt tunisisk regnstorm, funktionsstörning med rekvisitan, samt elektroniska problem. När skådespelaren Anthony Daniels bar C-3PO-dräkten för första gången, lossnade en bit av vänster ben och gick ner genom plasten som täckte hans vänstra fot och stack honom. Efter att ha avslutat inspelningen i Tunisien, flyttades produktionen till en mer kontrollerad miljö vid Elstree Studios utanför London. Dock uppstod det betydande problem, såsom ett filmteam som hade litet intresse i filmen.  De flesta i teamet såg projektet som en "barnfilm", tog sällan sitt arbete på allvar, samt fann det ofta oavsiktligt humoristiskt. Skådespelaren Kenny Baker erkände senare att han trodde att filmen skulle bli ett misslyckande. Harrison Ford tyckte att filmen var "konstig" i att det fanns en prinsessa med bullar som hår och vad han kallade en "jätte i en apkostym" som heter Chewbacca. Ford tyckte också att dialogen var svår: "George, you can type this shit, but you can't say it!"
Lucas var på kollisionskurs med filmfotografen Gilbert Taylor, BSC, som Gary Kurtz kallade för "old-school" och "vresiga". Med sin bakgrund som oberoende filmskapare, var Lucas van att skapa det mesta av elementen av filmprocessen själv. Hans belysningsförslag avvisades av en förolämpad Taylor, som tyckte att Lucas överskred sina gränser, genom att ge specifika instruktioner och ibland även på egen hand flytta på rörliga lampor och kameror. Lucas blev slutligen frustrerad över att kostymerna, kulisserna och andra element inte levde upp till hans originalvision av Star Wars. Han talade sällan med skådespelarna, som ansåg att han förväntade sig för mycket av dem och samtidigt gav för lite riktning. Hans regi till skådespelarna bestod vanligtvis av orden "fortare" och "mer intensivt".
Ladd erbjöd Lucas en del av det enda stödet från studion; han hanterade bitterheten från styrelseledamöterna över den stigande budgeten och de komplexa manusutkasten. Efter att produktionen blev två veckor försenad, gav Ladd honom ett ultimatum, att han var tvungen att avsluta produktionen inom en vecka, annars skulle han tvingas att lägga ner produktionen. Filmteamet splittrades upp i tre enheter, som leddes av Lucas, Kurtz och produktionsledaren Robert Watts. Under det nya systemet, lyckades projektet att klara studions deadline.

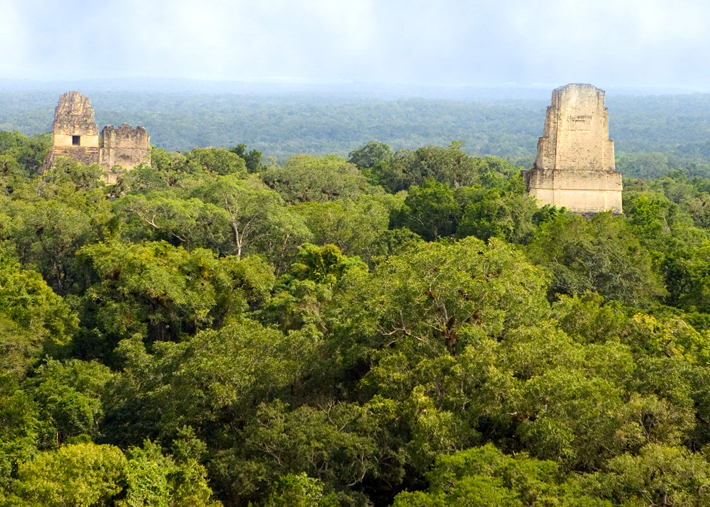
Mayaruiner vid Tikal i Guatemala, som användes i filmen som rebellbasen.

Under produktionen försökte skådespelarna att få Lucas att skratta eller le, då det som oftast verkade som att han var deprimerad. Vid ett tillfälle blev projektet så krävande att han fick diagnosen hypertoni och utmattning, samt fick en varning om att minska på stressen. Efterproduktionen var även den lika full av stress på grund av det ökade trycket från 20th Century Fox. Utöver detta, medförde Mark Hamills bilolycka som ledde till ett ärrat ansikte, att filmandet av kompletterande scener förhindrades.

### Efterproduktion
Stjärnornas krig var från början tänkt att ha premiär under julen 1976, men på grund av fördröjningar ledde detta till att filmens premiär flyttades fram till sommaren 1977. Lucas, som redan var angelägen om att möta sin deadline, blev chockad när filmklipparen John Jympsons första klippning av filmen visade sig vara en "fullständig katastrof". Enligt en artikel i Star Wars Insider nummer 41 av David West Reynolds, innehöll denna första version av Stjärnornas krig omkring 30–40% annat material än det som hamnade i den färdiga filmen. Den innehöll bland annat scener som aldrig har setts någon annanstans tillsammans med alternativa tagningar av befintliga scener. Efter att ha försökt att övertala Jympson att klippa filmen på hans sätt, ersatte Lucas honom med Paul Hirsch och Richard Chew. Han tillät även sin dåvarande fru Marcia Lucas att hjälpa till med klippningen samtidigt som hon klippte filmen New York, New York tillsammans med hans vän Martin Scorsese. Richard Chew ansåg att filmen hade ett långsamt tempo. Den hade klippts enligt regelboken: scener spelades i master shots som flöt in i närbilder. Han fann att tempot dikterades av skådespelarna istället för klippningarna. Hirsch och Chew arbetade på två rullar samtidigt, vilket innebar att den som först blev klar fortsatte med nästa rulle.
Samtidigt kämpade Industrial Light and Magic med att åstadkomma oöverträffade specialeffekter. Bolaget hade spenderat halva sin budget på fyra scener som Lucas ansåg vara oacceptabla. Dessutom dök teorier upp till ytan som påstod att arbetarna på ILM saknade disciplin, vilket tvingade Lucas att ofta ingripa för att säkerställa att de höll schemat. Med hundratals ofullbordade effekter att göra klart, var ILM tvungna att avsluta ett års arbete på sex månader. Lucas inspirerade ILM genom att klippa ihop luftkurvstrider från gamla krigsfilmer, som förbättrade tempot i scenerna.
Under kaoset som hemsökte produktionen och efterproduktionen, fattade teamet beslut angående rollfigurernas röster och ljudeffekterna. Ljuddesignern Ben Burtt hade skapat ett ljudbibliotek som Lucas hänvisade till som ett "organiskt soundtrack". Vapenljudet var en modifierad inspelning av en spänd stålvajer som utsattes för smällar. För Chewbaccas morrande, spelade Burtt in och kombinerade ljud från hundar, björnar, lejon, tigrar och valrossar för att skapa fraser och meningar. Lucas och Burtt skapade R2-D2s robotliknande röst genom att filtrera deras röster genom en elektronisk synthesizer. Darth Vaders andning uppnåddes genom Burtt andas genom masken av en dykningsregulator som implanterats med en mikrofon. Lucas hade aldrig tänkt använda sig av David Prowses röst, som spelade Darth Vader i dräkten, på grund av dennes engelska West Country-dialekt. Han ville från början att Orson Welles skulle göra Darth Vaders röst. Dock kände han att Welles röst skulle vara för igenkännbar, så han anlitade den mindre kände James Earl Jones. Det var heller inte tänkt att han skulle använda Anthony Daniels röst för C-3PO. Trettio väletablerade röstskådespelare fick provspela för droidens röst. Enligt Daniels, var det en av de stora röstskådespelarna, som enligt vissa källor tros vara Stan Freberg, som rekommenderade Daniels' röst för rollen.
I februari 1977 visade Lucas en tidig version av filmen för flera regissörsvänner, Ladd och andra chefer från Fox, samt Roy Thomas och Howard Chaykin från Marvel Comics, som förberedde en Star Wars-serietidning. Den här versionen hade en annorlunda öppningstext jämfört med den färdiga filmen samt använde Prowses röst till Darth Vader. Den saknade dessutom de flesta av specialeffekterna. Handritade pilar syntes istället för laserskotten och när Millenniumfalken stred mot TIE Fighterna, hade man klippt in material föreställande luftstrider från andra världskriget. Reaktionerna från de närvarande regissörerna, däribland Brian De Palma, John Milius och Steven Spielberg, gjorde Lucas besviken. Spielberg, som påstod sig ha varit den enda personen i publiken som gillade filmen, ansåg att bristen på entusiasm troligen berodde på avsaknaden av färdiga specialeffekter. Lucas sa senare att gruppen var ärlig och verkade vara förvirrade av filmen. Däremot älskade Ladd och de övriga studiocheferna filmen. Gareth Wigan sa till Lucas att "Detta är den bästa filmen jag någonsin sett" och grät under visningen. Lucas fann denna upplevelse chockerande och givande, då han aldrig hade fått något godkännande från någon studiochef tidigare. Förseningarna ökade budgeten från $8 miljoner till $11 miljoner.

## Filmiska och litterära allusioner
Enligt Lucas, var filmen inspirerad av ett flertal källor, som till exempel Beowulf och King Arthur för ursprunget till myten och världens religioner. Lucas ville ursprungligen förlita sig tungt på 1930-talets filmserier om Blixt Gordon, men använde sig istället av Akira Kurosawas film Den vilda flykten och Joseph Campbells The Hero with a Thousand Faces till följd av rättighetsproblem med Blixt Gordon. Stjärnornas krig har flera paralleller till Buck Rogers och Blixt Gordon, såsom konflikten mellan rebellerna och de kejserliga styrkorna, övergångarna mellan scener och den berömda öppningstexten som inleder samtliga filmer. Ett koncept lånat från Blixt Gordon—en fusion av futuristisk teknologi och traditionell magi — utvecklades ursprungligen av en av grundarna av science fiction, H. G. Wells. Wells trodde att den industriella revolutionen hade, på ett tyst sätt, förstört idén om att sagans magi kan vara verklig. Sålunda fann han att rimligheten var skyldig att låta myten fungera korrekt, och därmed ersätta delar av elementen med saker från den industriella eran. Tidsmaskiner istället för magiska mattor, marsmänniskor istället för drakar och vetenskapsmän istället för trollkarlar. Wells kallade sin nya genre för "scientific fantasia".
Stjärnornas Krig influerades av Kurosawas film Den vilda flykten (1958). Till exempel har de två käbblande bönderna utvecklats till C-3PO och R2-D2 och ett japanskt familjevapen som ses i filmen liknar imperiets vapen. Stjärnornas Krig lånar även en hel del från en annan av Kurosawas filmer, Yojimbo. I båda filmerna hotas hjälten av flera män, som skryter om hur eftersökta de är av myndigheterna. Situationen avslutas med att en arm blir avskuren av ett svärd. Kuwabatake Sanjuro (spelad av Toshiro Mifune) erbjuds "tjugofem ryo nu, tjugofem när du har slutfört uppdraget", medan Han Solo erbjuds "Two thousand now, plus fifteen when we reach Alderaan." Lucas affektion för Kurosawa kan ha påverkat hans beslut att besöka Japan i början av 1970, vilket fått vissa att tro att han lånat namnet "Jedi" från jidaigeki (vilket betyder "perioddrama", och hänvisar till filmer som typiskt skildrar samurajer).
Tatooine liknar Arrakis från Frank Herberts bok Dune. Arrakis är den enda kända källan för ett läkemedel som ger ökad livslängd och som kallas Spice Melange. Referenser till "spice", som diverse illegala stimulantia, återfinns i de senaste tre filmerna i Star Wars-sagan. I den ursprungliga filmen, är Han Solo en spicesmugglare som har gått igenom spicegruvorna på Kessel. I samtalet mellan Obi-Wan och Luke i den tidigares bostad, nämner Luke att han tror att hans far var en navigatör på ett fraktskepp som transporterade spice. Andra likheter är de mellan prinsessan Leia och prinsessan Alia, samt mellan Kraften och "The Voice", en kontrollerande förmåga som används av Bene Gesserit. I förbigående, farbror Owen och faster Beru är "Moisture Farmers". I Dune, daggsamlare används av Fremen för att "åstadkomma en liten men säker vattenkälla”. Frank Herbert rapporterade att, "David Lynch, (regissören av filmen Dune från 1984) hade problem med det faktum att Star Wars använt mycket av Dune." Paret hittade "sexton likheter" och de beräknade att, "oddsen mot tillfällighet producerat ett nummer större än antalet stjärnor i universum."
Stridssekvensen vid Dödsstjärnan var modellerad efter filmen De flögo österut (1955), där Royal Air Forces Lancaster bombers flyger längs hårt försvarade reservoarer och fäller "bouncing bombs" mot deras konstgjorda dammar för att lamslå den tunga industrin i Ruhrområdet. En del av dialogen i De flögo österut upprepas i Stjärnornas krigs klimax, vilket berodde på att Gilbert Taylor även gjorde specialeffekterna i De flögo österut. Dessutom var sekvensen delvis inspirerad av klimax av filmen 633 divisionen (1964) i regi av Walter Grauman, där RAF Mosquitos attackerar en tysk anläggning för tillverkning av tungt vatten, genom att flyga ner en smal fjord och släppa speciella bomber vid en exakt punkt, samt samtidigt undvika luftvärnskanoner och tyska soldater. Klipp från båda luftstriderna i filmerna ingick i Lucas tillfälliga versioner av sekvensen.
Öppningsscenen i Stjärnornas krig, där ett detaljerat rymdskepp fyller skärmen ovanifrån, är en nick till scenen som introducerar den interplanetära rymdfarkosten Discovery One i Stanley Kubricks banbrytande film från 1968 2001 – Ett rymdäventyr. Den tidigare storbudgeterade science fictionfilmen påverkade Stjärnornas krigs utseende på många andra sätt, inklusive användandet av EVA skyttlar och hexagonala korridorer. Dödsstjärnan har en dockningsstation som påminner om den på den roterande rymdstationen 2001. Filmen bygger också på Trollkarlen från Oz (1939): likheter finns mellan Jawas och Munchkins; huvudrollerna förklär sig själva som fiendesoldater; samt när Obi-Wan dör, lämnar han endast sin tomma mantel, i likhet med scenen där den onda häxan smälter. Värt att notera är att Lukas bor på en gård med sin farbror och faster som Dorothy. Även om han är guldfärgad och manlig, är C-3PO inspirerad av roboten Maria, the Maschinenmensch från Fritz Langs film Metropolis (1927). Hans surrande ljud har spekulerats vara inspirerade av de skramlande ljuden från rollfiguren Plåtmannen från Trollkarlen från Oz och C-3PO har en historia genom Star Wars-sagan som liknar det fega Lejonets historia.

## Musik
På rekommendation från sin vän Steven Spielberg, anlitade Lucas kompositören John Williams, som tidigare hade jobbat med Spielberg på filmen Hajen, som han vann en Oscar för. Lucas kände att filmen skulle porträttera visuella och okända världar, men att musiken skulle ge biopubliken en emotionell förtrogenhet. I mars 1977, dirigerade Williams London Symphony Orchestra för att spela in musiken till Stjärnornas krig under tolv dagar.
Lucas ville ha en storslagen musikalisk ljud för filmen, med ledmotiv för att tillhandahålla åtskillnad. Därför samlade han sina favorit orkesterverk för soundtracket, tills John Williams övertygade honom att ett originellt soundtrack skulle vara unikt och mer enhetlig. Dock var några av Williams stycken påverkade av de låtar som han fått av Lucas. "Huvudtemat" inspirerades av temat från filmen Ringar på vattnet (1942), komponerad av Erich Wolfgang Korngold, samt låten "Dune Sea of Tatooine" drar inspiration från soundtracket från Cykeltjuven, komponerad av Alessandro Cicognini. American Film Institutes lista över bästa musik listar Star Wars-soundtracket på första plats.

## Utgivning
Charles Lippincott anlitades av Lucas produktionsbolag Lucasfilm Ltd. som marknadschef för Star Wars. Då 20th Century Fox gav lite stöd för marknadsföring bortom licensiering av T-shirts och affischer, tvingades Lippincott söka sig åt ett annat håll. Han säkrade avtal med Marvel Comics för en serietidningsversion och med Del Rey Books för en bokversion. Som ett fan av science fiction använde han sig av sina kontakter att marknadsföra filmen vid San Diego Comic-Con och på annat håll inom fandom. Orolig över att Stjärnornas krig skulle bli slagen av andra av sommarens filmer, som till exempel Nu blåser vi snuten, flyttade 20th Century Fox premiären till onsdagen före Memorial Day: dvs. 25 maj 1977. Men färre än fyrtio biografer beställde filmen för visning. Som svar krävde 20th Century Fox att biograferna beställde filmen om de ville ha en efterlängtade film, baserad på en bästsäljande roman med titeln På andra sidan midnatt. Lucas själv kunde inte förutse hur framgångsrik Star Wars skulle bli. Efter att ha besökt inspelningen av Steven Spielbergs film Närkontakt av tredje graden, var Lucas säker på att den filmen skulle överträffa den då outgivna filmen Star Wars i box office. Spielberg höll inte med om detta och kände att Lucas Star Wars skulle bli den största hiten. Med tiden blev Lucas och Spielberg mer övertygade om att den andres filmen skulle bli en större hit, föreslog Lucas de byter 2,5% av vinsten på varandras filmer. Spielberg tog bytet, och får fortfarande 2,5% av vinsten från Star Wars.
Inom tre veckor från filmens premiär, fördubblades 20th Century Fox aktiekurs till en rekordnivå. Före 1977 var 20th Century Fox största årliga vinst $37 000 000. År 1977, tjänade företaget $79 000 000. Även om filmens kulturella neutralitet hjälpte det att få internationell framgång, blev Ladd orolig under premiären i Japan. Efter visningen var publiken tyst, vilket fick honom att frukta att filmen skulle bli misslyckad. Ladd fick senare veta av sina lokala kontakter som, i Japan, var tyst den största äran för en film och den efterföljande starka biljettkassan återvänder bekräftat sin popularitet. När Stjärnornas krig gjorde en oöverträffad andra öppning vid Mann's Chinese Theatre den 3 augusti 1977 efter att filmen Fruktans lön bombat, kom tusentals med människor för att delta i en ceremoni där C-3PO, R2-D2 och Darth Vader placerade sina fotspår i biografens förgård. Vissa biografer fortsatte att kontinuerligt visa filmen i mer än ett år.
I augusti 1977 visades filmen på 1096 biografer i USA. Det anmärkningsvärda var att den visades i cirka 60 biografer kontinuerligt i över ett år. LucasFilm distribuerade en "Födelsedagstårte"-poster till dessa biografer för speciella event den 25 maj 1978, för att uppmärksamma årsdagen av filmens premiär.
År 1978, på höjden av filmens popularitet, kontaktade Smith-Hemion Productions Lucas angående idén om Stjärnornas krig och fred. Resultatet anses ofta vara ett misslyckande, och Lucas själv förkastade den.
Filmen släpptes ursprungligen som Star Wars, utan "Episod IV" eller undertiteln A New Hope. Uppföljaren från 1980 Rymdimperiet slår tillbaka, fick numreringen "Episod V" i öppningstexten. Från och med den amerikanska nypremiären den 10 april 1981 har titeln i filmens öppningtext varit Star Wars: Episode IV – A New Hope. Någon svensk titel baserad på detta namn har dock aldrig officiellt registrerats. Då de tre första filmerna släpptes i en samlingsbox för dvd 2004 fick filmen behålla sitt ursprungliga namn på svenska, medan den i den engelska utgåvan kallades A New Hope. I tidiga intervjuer, föreslogs det att serien skulle bestå av nio eller tolv filmer. Filmen hade nypremiär på bio år 1978, 1979, 1981, 1982, samt med ytterligare scener och förbättrade specialeffekter år 1997.
Den 30 oktober 2012 offentliggjordes det att The Walt Disney Company köper Lucasfilm för $4,05 miljarder, med ungefär hälften i kontanter och hälften i aktier från Disney. Även om Disney kommer nu äger rättigheterna till alla Star Wars-filmerna, enligt ett tidigare avtal med Lucasfilm, kommer distributionsrättigheterna för A New Hope att stanna hos Fox "för all framtid" medan distributionssystemen för de resterande filmerna som löper ut 2020. Detta skulle kunna påverka framtida släpp av samlingsboxar om inte Disney och Fox kommer till en överenskommelse.

### Special Edition

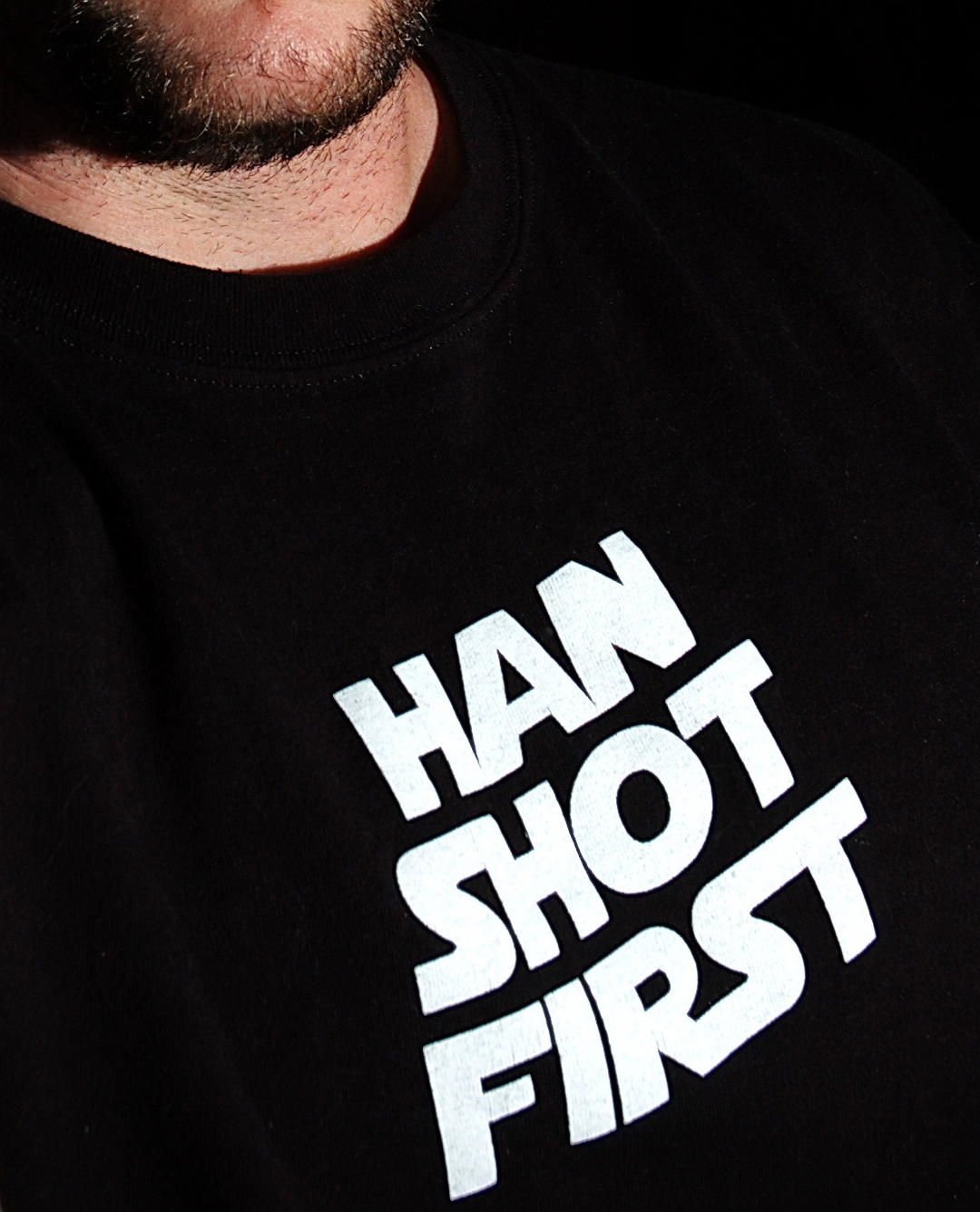
"Han Shot First" t-tröjor var inspirerade efter en förändring i en specialutgåva av filmen som var kontroversiellt för en del fans.

Efter att ILM hade använt datorgenererade effekter för Steven Spielbergs Jurassic Park, drog Lucas slutsatsen att digitaltekniken hade fångat upp hans ursprungliga vision för Star Wars. För filmens 20-årsjubileum år 1997, blev A New Hope digitalt remastrad och återutgiven till biograferna, tillsammans med Rymdimperiet slår tillbaka och Jedins återkomst, under kampanjtiteln The Star Wars Trilogy: Special Edition. Specialversionerna innehöll visuella effekter och scener som var ouppnåeliga i den ursprungliga versionen på grund av ekonomiska och teknologiska begränsningar, samt tidsbrist. En sådan scen involverade ett möte mellan Han Solo och Jabba the Hutt. Processen med att skapa de nya visuella effekter för A New Hope var med i den Oscarsnominerade IMAX-dokumentären, Special Effects: Anything Can Happen, i regi av Star Wars-veteranen och ljuddesignern Ben Burtt. Även om de flesta förändringar var små eller kosmetisk karaktär, några fans tror att Lucas försämrade filmen med tilläggen. Till exempel, en särskilt kontroversiell förändring där en prisjägare som heter Greedo skjuter först när konfrontera Han Solo har inspirerat T-shirts med frasen "Han Shot First".
Även om Specialversionernas ändringar var konstnärliga, krävdes det att A New Hope genomgick en omfattande restaurering innan Lucas kunde ens kunde försöka modifiera filmen. Man hade upptäckt att förutom negativ film bestånden ofta används på långfilmer, Lucas hade också använt internegative film, återföring lager som försämrades snabbare än negativt lager gjorde. Detta innebar att hela originalnegativet måste tas isär, och rengöra CRI-delarna (color reversal internegative) separat från de negativa delarna. När rengöringen var fullbordad scannades filmen in i datorn för restaurering. I många fall var hela scener som skulle tvungna att rekonstrueras från sina enskilda delar. Lyckligtvis tillät tekniken digital kompositering dem att korrigera problem såsom anpassning av mattes, "blue-spill", och så vidare.
Filmen genomgick därefter en färgkorrigering och blev sedan digitalt tryckt på ett nytt negativ, från vilka nya kopior kunde tillverkas.

### Utgåvor
Filmen släpptes på VHS, Betamax och Laserdisc under 1980- och 90-talen av CBS/Fox Video. Den första Star Wars släpptes på videoband år 1982, dock endast för uthyrning. Det gjordes tillgängliga för försäljning år 1984.
Filmen släpptes på DVD den 21 september 2004, i en samlarutgåva tillsammans med Rymdimperiet slår tillbaka, Jedins återkomst och en bonusskiva med extramaterial. Filmerna blev digitalt återställda och remastrade, samt med fler ändringar av George Lucas. DVD:n innehåller ett kommentatorsspår med George Lucas, Ben Burtt, Dennis Muren och Carrie Fisher. Bonusskivan innehåller dokumentären Empire of Dreams: The Story of the Star Wars Trilogy, tre bakomfilmer, teasers, trailers, TV-inslag, bildgallerier, en exklusiv förhandsvisning av Mörkrets hämnd, ett spelbart Xbox-demo av LucasArts-spelet Star Wars: Battlefront, samt en dokumentär kring skapandet av Episod III-spelet. Utgåvan blev återutgiven i december 2005 som en del av en begränsad utgåva utan bonusskivan.
Trilogin blev återutgiven på separata två-diskutgåvor på DVD i en begränsad upplaga tillgänglig mellan 12 september till 31 december 2006, samt återigen som en samlarutgåva den 4 november 2008. Originalversionerna av filmerna ingick som bonusmaterial. En kontrovers uppstod kring lanseringen då de oförändrade versionerna var från 1993 års icke-anamorfiska Laserdisc utgåva, och blev således inte återförda med moderna videostandarder.
Sex av sju Star Wars-filmer släpptes på Blu-ray den 16 september 2011 i tre olika utgåvor, med A New Hope tillgänglig i både en samlarbox med originaltrilogin, samt tillsammans med de övriga fem filmerna i Star Wars: The Complete Saga, som innehåller nio skivor och över 40 timmar av extramaterial. De ursprungliga bioversionerna av filmerna ingick inte i denna utgåva.

## Mottagande
"On opening day I ... did a radio call-in show ... this caller, was really enthusiastic and talking about the movie in really deep detail. I said, 'You know a lot about the film.' He said, 'Yeah, yeah, I've seen it four times already.'"
Stjärnornas krig hade premiär onsdagen den 25 maj 1977 i 32 biografer, samt i ytterligare 8 följande torsdag och fredag. Det bröt omedelbart box-office rekordet, vilket effektivt gjorde den till en av de första blockbusterfilmerna och Fox accelererade planerna för att bredda dess release. Med fruktan över att filmen skulle floppa, hade Lucas planerat att resa till Hawaii med sin fru Marcia. Efter att ha glömt att filmen skulle ha premiär den dagen, spenderade han större delen av onsdagen i en ljudstudio i Los Angeles. När Lucas gick ut för äta lunch med Marcia, mötte de en lång rad av människor längs trottoarerna som leder till Manns Chinese Theatre, i väntan på att få se Star Wars. Fortfarande skeptisk till filmens framgång trots Ladd och studions entusiastiska rapporter, inte förrän han i Hawaii såg Walter Cronkite diskutera de gigantiska massorna som ville se Star Wars på CBS Evening News gjorde att Lucas insåg att han hade blivit mycket rik. (Francis Ford Coppola, som behövde pengar för att avsluta produktionen av Apocalypse Now, skickade ett telegram till Lucas hotell och frågade om finansiering.) Även de tekniskt ansvariga för filmen som till exempel modellmakarna, har betts om att skriva autografer, samt att skådespelarna omedelbart blev välkända namn. När Ford besökte en skivaffär för att köpa ett album, slet entusiastiska fans av halva hans skjorta.
Filmen hade Sverigepremiär senare under året, den 16 december 1977 på biograferna Rigoletto, Rival och Ri-tvåan i Stockholm.

### Box office
Stjärnornas krig är fortfarande en av de mest ekonomiskt framgångsrika filmerna genom tiderna. Filmen tjänade $1 554 475 under sin premiärhelg ($8,07 miljoner i dagens termer), vilket ökades påp till $ 7 000 000 kommande helger då den fick sin bredare lansering ($36,3 miljoner i dagens termer). Den ersatte Hajen som den mest pengaindrivande filmen i Nordamerika bara sex månader efter premiären, och kom småningom att tjäna över $220 000 000 under sin första biorunda ($1,14 miljarder i dagens termer). Stjärnornas krig fick sin internationella lansering i slutet av året, och 1978 lades den globala rekordet till den från sin hemmamarknad, och tjänade totalt $410 miljoner. Nyutgivningar 1978, 1979, 1981 och 1982 förde sin kumulativa brutto i Kanada och USA till $ 323 miljoner, och utökat sin globala vinsten till $ 530 miljoner. Filmen förblev den bästa filmen genom tiderna fram till det att E.T. the Extra-Terrestrial bröt det rekordet år 1983.
Efter lanseringen av Specialutgåvan år 1997, återtog filmen under en kort period det nordamerikanska rekordet innan den återigen förlorade det till Titanic följande år. Totalt tjänade filmen $775 398 007 globalt (däribland $460 998 007 bara i Nordamerika). Justerat för inflation, har den tjänat över $2,5 miljarder globalt vid 2011 års priser, vilket gör den till den mest framgångsrika franchisefilmen genom tiderna. Enligt Guinness rekordbok, rankas filmen som den tredje mest inkomstbringande filmen när justerat efter inflation. På den nordamerikanska biljettbokningen, rankas den som tvåa efter Borta med vinden på den inflationsjusterade listan.

### Kritisk respons
Stjärnornas krig var kritikerrosade. Hemsidan för filmomdömen Rotten Tomatoes samlade ihop 70 recensioner och bedömde att 93% av dem var positiva. Dess konsensus återfinns i följande sammandrag, "A legendary expansive and ambitious start to the sci-fi saga, George Lucas opens our eyes to the possibilities of blockbuster film-making and things have never been the same." I sin recension från 1977 kallade Roger Ebert från tidningen Chicago Sun-Times filmen för "en utomkroppslig upplevelse", där han jämförde dess specialeffekter med de från 2001 – Ett rymdäventyr, och menade att den verkliga styrkan hos filmen var dess "rena berättelse". Vincent Canby kallade filmen för följande "filmen som kommer att underhålla en hel del samtida folk som har en soft spot för de nästan ritualiserade sätt av serietidningsäventyr". A.D. Murphy från Variety beskrev filmen som en "storslagen film" och dessutom hävdade att minnen av serier tillsammans med äldre action epos som George Lucas som anges för att göra som en av de största möjliga äventyr fantasier som en lysande framgång. Derek Malcolm från The Guardian drog slutsatsen att filmen "spelar tillräckligt många matcher för att tillfredsställa de mest sofistikerade."
Omvänt fick filmen kritik av bland annat Pauline Kael från tidningen The New Yorker, som kritiserade att "det finns ingen paus i bilden, ingen lyrik", samt att den saknade ett "emotionell grepp". Jonathan Rosenbaum från Chicago Reader ansåg att "Ingen av dessa rollfigurer har något djup, och de är alla behandlade som de fantasifulla rekvisita och miljöer." Peter Keough från Boston Phoenix sa att "Stjärnornas krig är en skroten av filmiska gimcracks inte olikt Jawas' hög av stulna, kasserade, knappt fungerande robotar."

### Priser
Stjärnornas krig vann sex Oscars vid Oscarsgalan 1978, däribland bästa scenografi, som gick till John Barry, Norman Reynolds, Leslie Dilley och Roger Christian. Bästa kostym delades ut till John Mollo, bästa klippning gick till Paul Hirsch, Marcia Lucas och Richard Chew, medan John Stears, John Dykstra, Richard Edlund, Grant McCune och Robert Blalack fick mottaga pristet för bästa specialeffekter. John Williams fick sin tredje Oscar för bästa filmmusik, bästa ljud gick till Don MacDougall, Ray West, Bob Minkler och Derek Ball, samt ett specialpris för bästa ljudredigering gick till Ben Burtt. Ytterligare nomineringar inkluderade Alec Guinness för bästa manliga biroll, George Lucas för bästa originalmanus och bästa regi, samt bästa film, som istället gick till Annie Hall.
Vid Golden Globegalan 1978, var film nominerad i kategorierna bästa film - drama, bästa regi, bästa manliga biroll (Alec Guinness), och den vann i kategorin bästa musik. Den fick sex BAFTA nomineringar: bästa film, bästa klippning, bästa kostym, bästa scenografi, bästa ljud, samt bästa musik; filmen vann i de två senare kategorierna. John Williams album vann en Grammy Award för Bästa Album of Original Score for a Motion Picture or Television Program, och filmen belönades med en Hugo Award för Best Dramatic Presentation. 1997 prisades rollfiguren Chewbacca av MTV Movie Awards med en Lifetime Achievement Award för sitt arbete i Star Wars-trilogin.
Filmen fick också tolv nomineringar vid Saturn Awardsgalan, de äldsta filmspecialiserade utmärkelserna att belöna prestationer i science fiction, fantasy och skräck, inklusive en dubbel nominering för bästa skådespelare för Mark Hamill och Harrison Ford samt bästa skådespelerska för Carrie Fisher. Den vann nio stycken: bästa science fiction film, bästa regi och bästa manus för George Lucas, bästa manliga biroll för Alec Guinness, bästa musik för John Williams, bästa kostym för John Mollo, bästa smink för Rick Baker och Stuart Freeborn, bästa specialeffekter förr John Dykstra och John Stears samt enastående redigering för Paul Hirsch, Marcia Lucas och Richard Chew.

### Cinematiskt inflytande
Filmkritikern Roger Ebert skrev följande om filmen, "Like The Birth of a Nation and Citizen Kane, Star Wars was a technical watershed that influenced many of the movies that came after." Den startade en ny generation av specialeffekter och hög energi rörliga bilder. Filmen var en av de första filmerna att länka genrer, såsom space opera och såpopera tillsammans för att uppfinna ett nytt, high concept-genre för filmskapare att bygga på. Slutligen, skiftade filmen tillsammans med Steven Spielbergs Hajen filmindustrins fokus från det personliga filmskapandet på 1970-talet mot fartfyllda storbudget blockbusters för en yngre publik.
Efter att ha sett Star Wars slutade regissören James Cameron sitt jobb som lastbilschaufför för att börja jobba med film. Andra filmskapare som har sagt att ha påverkats av Star Wars inkluderar Peter Jackson, Dean Devlin, Roland Emmerich, Christopher Nolan, John Lasseter, David Fincher, Kevin Smith, John Singleton och Ridley Scott. Scott var influerad av den "använda framtiden" (där fordonen och kulturen är naturligt daterade) och utvidgade begreppet för sin science fiction och skräckfilm Alien samt science fiction noirfilmen Blade Runner (som även denna hade Harrison Ford i huvudrollen). Jackson använde begreppet "använda framtiden" för sin produktion av trilogin om Härskarringen till att skapa en känsla av realism och trovärdighet. Nolan hänvisade till Star Wars som en påverkan när han gjorde den storsäljande filmen Inception.
Vissa kritiker har anklagat Star Wars och även Hajen för fördärva Hollywood genom att flytta dess fokus från "sofistikerade" filmer som Gudfadern, Taxi Driver och Annie Hall till juvenil fantasy och film som spektakel. En sådan kritiker är Peter Biskind, som klagade, "När allt var sagt och gjort förde Lucas och Spielberg 1970-talets publik, som blivit sofistikerad på en diet av europeiska och New Hollywood-filmer, tillbaka till enkelheten som rådde före 1960-talet, under Hollywoods guldålder. ... De backade ut genom spegeln igen." En motsatt uppfattning meddelade Tom Shone: Genom Star Wars och Hajen "förrådde [Lucas och Spielberg] inte alls bio: de kopplade tillbaka den till elnätet, återvänder mediet till dess rötter som en sidoshow på en karneval, en magisk handling, en stor specialeffekt" som var "en slags pånyttfödelse".

### Utmärkelser
År 1989 valde det amerikanska National Film Registry, som är en del av Library of Congress ut filmen som en "kulturellt, historiskt eller estetiskt viktig" film. År 2002 röstades Stjärnornas krig och Rymdimperiet slår tillbaka fram som de största filmerna som någonsin gjorts på Channel 4's enkät över de 100 bästa filmerna. Under 2006 blev Lucas manus utvald av Writers Guild of America som nummer 68 på listan över de bästa manusen som skrivits.
American Film Institute listor:
- AFI's 100 Years...100 Movies (1998) – #15[112]
- AFI's 100 Years...100 Thrills (2001) – #27[113]
- AFI's 100 Years...100 Heroes and Villains (2003):

  - Han Solo – No. 14 Hero[114]
  - Obi-Wan Kenobi – No. 37 Hero[114]
  - Princess Leia – Nominated Hero[115]
  - Luke Skywalker – Nominated Hero[115]
- AFI's 100 Years...100 Movie Quotes (2004):
  - "May the Force be with you." – #8[116]
  - "Help me, Obi-Wan Kenobi. You're my only hope." – Nominated[117]
- AFI's 100 Years of Film Scores (2005) – #1[58]
- AFI's 100 Years...100 Cheers (2006) – #39[118]
- AFI's 100 Years...100 Movies (10th Anniversary Edition) (2007) – #13[119]
- AFI's 10 Top 10 (2008) – No. 2 Sci-Fi Film[120]

År 2011 sände ABC en primetime special under titeln Best in Film: The Greatest Movies of Our Time, som räknade ner de bästa filmerna som valts av fans baseras på resultaten av en enkät utförd av ABC och People magazine. Star Wars valdes som nummer 1 på listan över bästa science fiction-filmer. 2012, ingick filmen i Sight and Sounds Critics' lista över de topp 250 filmerna, där den placerades på plats 171 på listan.

## Marknadsföring

### Bokversionen
Bokversionen av filmen publicerades i november 1976, sex månader innan filmen släpptes. Den krediterade författaren till boken var George Lucas, men det avslöjades senare att den hade spökskrivits av Alan Dean Foster, som senare kom att skriva den första boken i sagans Expanded Universe, Splinter of the Mind's Eye. Boken publicerades först som Star Wars: From the Adventures of Luke Skywalker. Senare upplagor titeln helt enkelt Star Wars (1995) och, senare, Star Wars: A New Hope (1997), för att återspegla filmens nya titel. Vissa av filmens bortklippta scener (som senare kom att återställas eller arkiveras i DVD bonusmaterial) var alltid närvarande i boken (eftersom den bygger på manuset), som till exempel Luke vid Tosche Station med Biggs samt mötet mellan Han och Jabba the Hutt i Docking Bay 94. Andra bortklippta scener från filmen, som till exempel en näbild av en stormtrooper som rider på en Dewback, ingår i ett foto insats som lades till i senare tryckningar av boken.
Mindre detaljer var också annorlunda än filmversionen, till exempel i slaget vid Dödsstjärnan, Lukes anropssignal är Blue Five istället för Red Five som i filmen. Obi-Wan offrade sig inte, Vader lyckas faktiskt besegra och avrätta honom i en ljussabel duell. Charles Lippincott säkrade affären med Del Rey Books att publicera boken i november 1976. I februari 1977 hade en halv miljon exemplar redan sålts.

### Leksaker
Little Star Wars merchandise fanns tillgängliga i flera månader efter filmens debut, endast Kenner Toys hade accepterat Lippincotts licensiering erbjudanden. Kenner svarade på den plötsliga efterfrågan på leksaker genom att sälja förpackade kuponger i sin "tomma låda"-julkampanj. TV-reklam berättade för barn och föräldrar att de genom kuponger inom en "Star Wars Early Bird Certificate Package" kunde lösas för leksaker "mellan 1 februari och 1 juni".

### Serietidning
Marvel Comics adapterade A New Hope som de första sex numren av dess licensierade Star Wars-tidning, med den första frågan daterat till maj 1977. Roy Thomas var författaren och Howard Chaykin var adapteringens tecknare. Likt bokversionen, innehöll den särskilt material, som scenen med Luke och Biggs som fanns med i manuset men inte i den färdiga filmen. Tidningen var så framgångsrikt att den, enligt Jim Shooter "på egen hand räddade Marvel".

### Ljudberättelse
Lucasfilm gav 1979 ut filmen som en ljudberättelse för barn 1979. Den på 24 sidor långa läsa med boken Star Wars åtföljdes av en 33 ⅓ rpm 7-tums grammofonskiva. Varje sida i boken innehöll en beskuren bildruta från filmen med en förkortad och komprimerad version av berättelsen. Skivan producerades av Buena Vista Records, medan dess innehåll ägs av Black Falcon, Ltd., ett dotterbolag till Lucasfilm "bildas för att hantera merchandising för Star Wars".
The Story of Star Wars var ett album från år 1977 som presenterar en förkortad version av de händelser som beskrivs i Stjärnornas krig, med dialog och ljudeffekter från den ursprungliga filmen. Inspelningen producerades av George Lucas och Alan Livingston och berättades av Roscoe Lee Browne. Manuset adapterades av E. Jack Kaplan och Cheryl Gard.

### Radiodrama
Ett radiodrama baserad på filmen skrevs av Brian Daley, regisserades av John Madden och producerades för och sändes på det amerikanska radiokanalen National Public Radio år 1981. Produktionen erhöll samarbete från George Lucas, som donerade rättigheterna till NPR. John Williams musik och Ben Burtts ljuddesign behölls för showen, medan Mark Hamill (Luke Skywalker) och Anthony Daniels (C-3PO) repriserade sina roller. Radiodramat innehöll scener som inte fanns med i filmen, som till exempel Luke Skywalkers observation av rymdstriden över Tatooine med en kikare, en tävling med skyhoppers, och Darth Vaders förhör av prinsessan Leia. I termer av Star Wars canon har radiodramat fått den högsta beteckningen (likt manuset och bokversionen), det vill säga G-canon.

### Anteckningar
1. ↑  The Secret History of Star Wars has, as its basis, a goal of determining the true history of Star Wars, and offers numerous examples of interviews, quotes, and official publications from the 1970s to present which contradict other statements or evidence.